# ポラリス (ストラトヴァリウスのアルバム)
ポラリス(Polaris)は、フィンランドのパワーメタルバンド・ストラトヴァリウスの12枚目のスタジオアルバムである。

## 概要
ポラリスは2009年5月に発売のストラトヴァリウスのスタジオアルバム。日本およびアジアではビクターエンタテインメントから、その他の地域ではEar MusicのニューレーベルであるExport Metal Musicから発売された。
長年在籍したヤリ・カイヌライネンとティモ・トルキが脱退し、後任のラウリ・ポラー、マティアス・クピアイネンを迎えての初のアルバムとなる。
2008年春に発売予定されていたアルバムが、ティモ･トルキの新バンドレヴォリューション・ルネッサンスのデビューアルバム『New Era』として発売されたため、ストラトヴァリウスとしての4年ぶりのスタジオアルバムとなる。
イェンス、コティペルト、ラウリ、マティアスの4人の曲がすべて採用され、以前よりもプログレッシブ色を強くしている。
日本版には4曲目にボーナストラックの「Second Sight」が収録されている。

## 収録曲
1. "ディープ・アンノウン" "Deep Unknown" (Kotipelto, Kupiainen) – 4:28
2. "フォーリング・スター" "Falling Star" (Porra) – 4:33
3. "キング・オブ・ナッシング" "King of Nothing" (Johansson) – 6:43
4. "ブラインド" "Blind" (Johansson) – 5:28
5. "ウィンター・スカイズ" "Winter Skies" (Johansson) – 5:50
6. "フォーエヴァー・イズ・トゥデイ" "Forever Is Today" (Porra) – 4:40
7. "ハイヤー・ウィ・ゴー" "Higher We Go" (Kotipelto, Kupiainen) – 3:47
8. "サムハウ・プレシャス" "Somehow Precious" (Kotipelto, Kupiainen) – 5:37
9. "イマンシエーション・スイート:I ダスク" "Emancipation suite: I Dusk" (Porra) – 6:57
10. "イマンシエーション・スイート:II ダウン" "Emancipation suite: II Dawn" (Porra) – 3:40
11. "ホエン・マウンテン・フォール" "When Mountains Fall" (Porra) – 3:12

- "セカンド・サイト" "Second Sight" [Japanese bonus track] (Kotipelto, Kupiainen)

On 7" Vinyl Collector's Edition:
1. "Second Sight (Mikko Karmilla Polycarbonate Mix)"
2. "King Of Nothing (Matias Kupiainen Death Star Mix)"

## 参加ミュージシャン
- ティモ・コティペルト - Vocals
- マティアス・クピアイネン - Guitar
- ラウリ・ポラー - Bass
- イェンス・ヨハンソン - Keyboards
- ヨルグ・マイケル - Drums